# Entsorgungs- und Recyclingfachmann
Entsorgungs- und Recyclingfachmann/-frau ist ein Ausbildungs- bzw. Lehrberuf in Österreich mit einer Ausbildungsdauer von drei Jahren. Das Berufsbild Entsorgungs- und Recyclingfachmann/frau wird weiters in die Bereiche Abfall und Abwasser unterteilt.

## Berufsbild

### Bereich Abfall
Entsorgungs- und Recyclingfachleute im Bereich Abfall beschäftigen sich mit allen Facetten der Abfallbewirtschaftung: Der Sammlung von Abfällen und Reststoffen, der Aufzeichnungen über die Art und Menge der angelieferten Stoffe sowie chemische Analysen im Labor. Durch die Klassifizierung des Abfallmaterials wird die Vorgangsweise zur fachgerechten Entsorgung der Abfall- und Reststoffe festgelegt. Eine weitere Aufgabe ist die Kontrolle bzw. Überwachung von Deponien sowie Kundenberatung.

### Bereich Abwasser
Entsorgungs- und Recyclingsfachleute im Bereich Abwasser beschäftigen sich vor allem mit Abwasserentsorgung- und wiederaufbereitung. Neben dem Bedienen und Überwachen von abwassertechnischen Maschinen, Anlagen und Geräten ist die Wasseranalyse ein wichtiger Teil des Berufsbildes. Entsorgungs- und Reyclingsfachmänner/frauen überprüfen und beurteilen zu behandelnde Abwässer mittels chemischen und physikalischen Analysen um in weiterer Vorgangsweise deren fachgerechte Entsorgung und Wiederaufbereitung zu gewährleisten.

## Ausbildung
Die dreijährige Ausbildung zum/zur Entsorgungs- und Recyclingsfachmann/frau erfolgt in Form einer dualen Lehrausbildung. Der Lehrling muss sich dabei schon zu Beginn der Ausbildung für eine Spezialisierung für die Bereiche Abfall oder Abwasser entscheiden.